# Frota do Báltico

Insígnia da Frota do Báltico.

A Frota do Báltico é a frota da marinha russa, que opera no mar Báltico. Desde os tempos da União Soviética, esta frota fazia, basicamente, as tarefas de ataque anfíbio, devido a fortes limitações operacionais causadas pela sua localização geográfica em relação a outros países da OTAN. Sua sede fica em Kaliningrado.

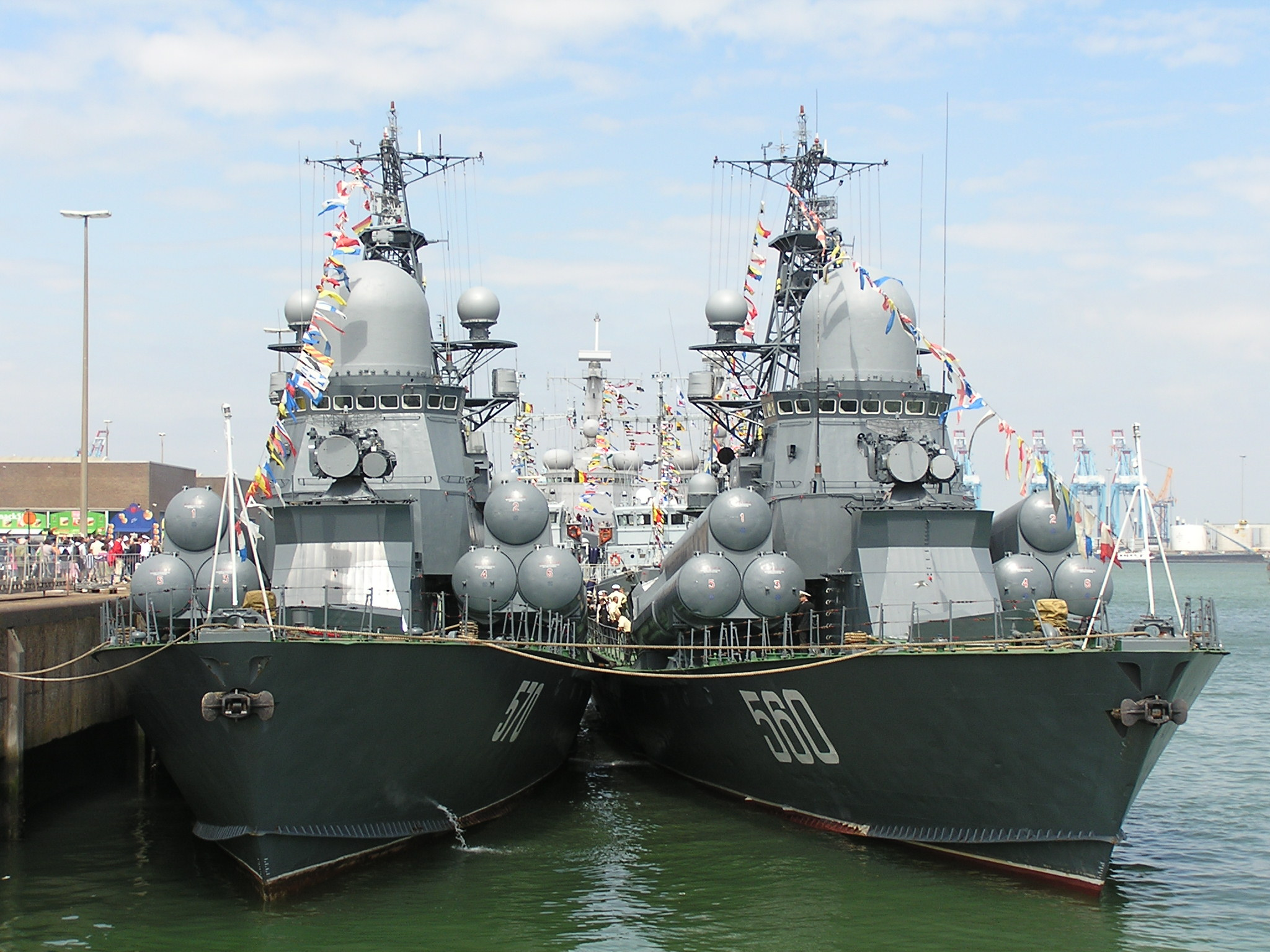
Dois navios de guerra russos da frota do Báltico.

Fundada em 18 de maio de 1703, sob o comando do czar Pedro o Grande como parte da Marinha Imperial Russa, a Frota do Báltico é a formação mais antiga da Marinha Russa. Em 1918, a frota foi herdada pelo SFSR russo e depois pela União Soviética em 1922, onde acabou sendo conhecida como Frota Báltica de Bandeira Dupla Bandeira Vermelha como parte da Marinha Soviética, pois durante este período ganhou os dois prêmios da Ordem da Bandeira Vermelha. Após o colapso da União Soviética em 1991, a Frota do Báltico foi herdada pela Federação Russa e revertida ao seu nome original como parte da Marinha Russa.
A Frota do Báltico está sediada em Kaliningrado e sua base principal em Baltiysk, ambos no Oblast de Kaliningrado, e outra base em Kronshtadt, São Petersburgo, no Golfo da Finlândia.